# Zajgó
Zajgó (ukránul: Дусино) település Ukrajnában, Kárpátalján, a Munkácsi járásban.

## Fekvése
Malmos és Kopár közt fekvő település.

## Története
1910-ben 783 lakosából 29 magyar, 118 német, 636 ruszin volt. Ebből 14 római katolikus, 652 görögkatolikus, 112 izraelita volt.
A trianoni békeszerződés előtt Bereg vármegye Szolyvai járásához tartozott.